# Compartiment (développement)

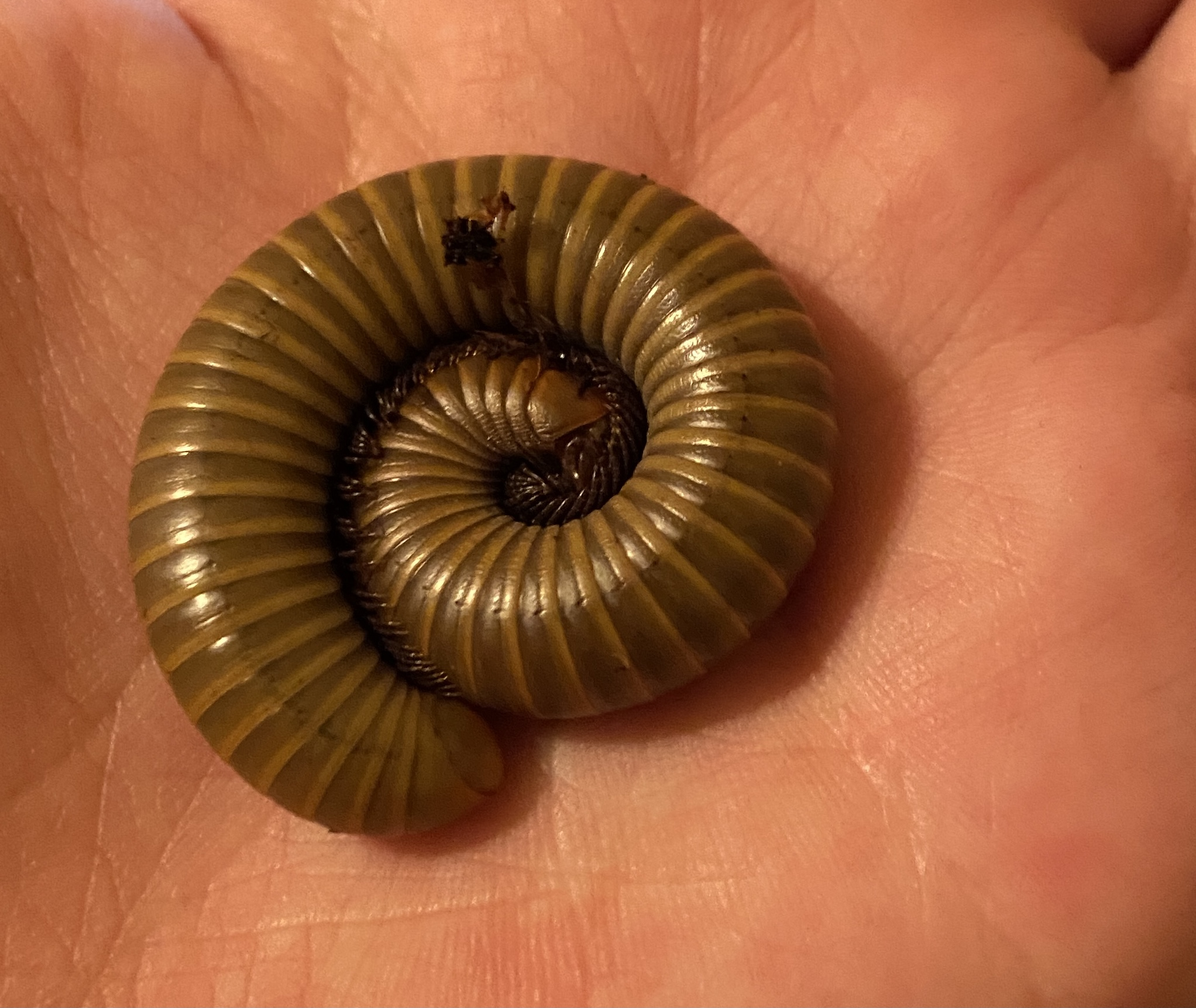
Chez les myriapodes (ici Narceus gordanus), les métamères sont facilement visibles.

Les compartiments, métamères ou segments sont des populations de cellules distinctes, différentes et adjacentes qui, lors de leur juxtaposition, créent une frontière entre lignées cellulaires. Cette frontière empêche le mouvement des cellules de différentes lignées à travers cette barrière, les limitant à leur compartiment. Les subdivisions sont établies par des gradients de morphogène et maintenues par des interactions cellule-cellule locales, fournissant aux cellules des compartiments différents gènes régulateurs, qui donnent lieu à des destins distincts.
La métamérie est un trait partagé par de nombreuses espèces.
Dans le rhombencéphale des embryons de vertébrés, les rhombomères sont des compartiments décrits par l'expression des gènes Hox. Chez les invertébrés, le disque imaginal alaire de la drosophile (Drosophila spp.) fournit un excellent modèle pour l'étude des compartiments. Bien que d'autres tissus, tels que l'abdomen ou encore d'autres disques imaginaux soient compartimentés, une grande partie de notre compréhension des mécanismes moléculaires impliqués dans la formation et l'utilité des compartiments est dérivée des études sur le disque alaire de la drosophile.

## Fonction
L'évolution des compartiments est hautement organisée et régulée par leurs limites séparatrices. En effet, ces séparations créent des régions de cellules spécialisées près des limites, servant de centre de signalisation pour la structuration, la polarisation et la prolifération de l'ensemble des cellules. Ainsi, les limites des compartiments établissent des centres d'organisation, qui sont la source de morphogènes responsables des informations requises pour le développement et la régénération,. L'incapacité de la compétition cellulaire à se produire à travers la frontière indique que chaque compartiment sert d'unité de croissance autonome,. Les différences de taux de croissance et d'organisation dans chaque compartiment maintiennent les deux lignées séparées et contrôlent chacune la taille précise des compartiments.

## Séparation cellulaire
Ces deux populations cellulaires sont maintenues séparées par un mécanisme de ségrégation cellulaire lié à l'expression héréditaire d'un gène homéotique. Un gène homéotique est exprimé dans un groupe de cellules mais pas dans l'autre, donnant des instructions différentes aux cellules fondatrices et à leurs descendants. Ces gènes homéotiques se fixent dans un état exprimé ou inexprimé et sont hérités de manière stable par les descendants,, spécifiant ainsi l'identité du compartiment et empêchant ces populations cellulaires génétiquement différentes de se mélanger. Par conséquent, les gènes homéotiques sont essentiels à la formation et au maintien des compartiments de lignée.

## Établissement des compartiments
Les différences d'activités des gènes homéotiques établissent non seulement deux compartiments, mais conduisent également à la formation d'une frontière qui sert de source de morphogène. Des gradients morphogène initiaux positionnent d'abord les cellules du compartiment fondateur,. Ensuite, les gènes homéotiques actifs/inactifs confèrent une identité génétique unique aux cellules d'un compartiment, indiquant leur destin et leurs interactions avec le compartiment voisin,. Enfin, les cellules frontières, établies par une signalisation à courte portée d'un compartiment à son compartiment voisin émettent des signaux à longue portée qui se propagent aux deux compartiments pour réguler la croissance et l' de l'ensemble du tissu,.

## Exemple de la limite Antéro-postérieur chez l'homme
En 1970, au moyen d'une analyse clonale, la frontière antéro-postérieure a été identifiée. Les cellules fondatrices, trouvées à la frontière entre les parasegments 4 et 5 de l'embryon, sont déjà déterminées au stade précoce du blastoderme et définies dans les deux populations qu'elles vont générer par des bandes du gène engrailed,,. Le gène homéotique, engrailed, est un déterminant clé dans la formation des limites entre les compartiments antérieur et postérieur. Au fur et à mesure que le disque imaginal de l'aile se dilate, les cellules postérieures, mais pas antérieures, exprimeront engrailed et maintiendront cet état d'expression au fur et à mesure qu'elles se dilatent et forment le disque. Les clones mutants engrailed d'origine postérieure gagneront en affinité antérieure et se déplaceront vers le compartiment antérieur et se mélangeront avec ces cellules. Dans le compartiment postérieur, ces clones vont se trier et former une frontière ectopique où ils rencontrent d'autres cellules postérieures,,. De même, un clone de cellules antérieures exprimant engrailed acquerra une identité postérieure et créera une limite ectopique où le clone rencontre d'autres cellules antérieures dans ce compartiment. En plus de son rôle cellulaire autonome dans la spécification de l' identité du compartiment postérieur, engrailed a également une fonction autonome non cellulaire dans la croissance générale et la structuration du disque alaire, grâce à l'activation de voies de signalisation telles que Hedgehog (Hh) et Decapentaplegic (Dpp ),,. La présence de cellules exprimant engrailed dans les cellules postérieures entraîne la sécrétion de l'inducteur à courte portée Hh qui peut traverser le compartiment antérieur pour activer le morphogène à longue portée, Dpp,. Les cellules du compartiment postérieur produisent Hh, mais seules les cellules antérieures peuvent transduire le signal. Le gène optomotor-blind (omb) est impliqué dans la réponse transcriptionnelle de la Dpp, qui n'est requise que dans les cellules antérieures pour interpréter la signalisation Hh pour la formation et le maintien des limites. De plus, Cubitus interruptus (Ci), le transducteur de signal du signal Hh, est exprimé dans tout le compartiment antérieur, en particulier dans les cellules du bord antérieur. Dans les cellules postérieures, empêche l'expression de Ci, de sorte qu'elle n'est exprimée que dans les cellules antérieures et, par conséquent, seules ces cellules peuvent répondre à la signalisation Hh en régulant à la hausse l'expression de dpp,. La perte de la fonction engrailed dans les cellules postérieures entraîne une transformation antérieure, où l'expression de Hh est diminuée et dpp, ci et patché (ptc) est augmentée, entraînant la formation d'une nouvelle limite A/P, suggérant que en régule positivement hh, tandis que régulant négativement ci, ptc et dpp,.

## Ségrégation cellulaire
Pour expliquer comment les cellules antérieures et postérieures sont maintenues séparées, l'hypothèse d'adhésion différentielle propose que ces deux populations cellulaires expriment des molécules d'adhésion différentes, produisant des affinités différentes l'une pour l'autre qui minimisent leur contact,. Le modèle d'affinité du sélecteur propose que la différence d'affinité cellulaire entre les compartiments est le résultat de l'expression différentielle du gène homéotique. La présence ou l'absence de gènes homéotiques dans un compartiment donné produit des molécules d'adhésion ou de reconnaissance spécifiques au compartiment qui sont différentes de celles de son homologue. Par exemple, engrailed exprimé dans les cellules postérieures, mais pas antérieures, fournit l'affinité différentielle qui maintient ces compartiments séparément. Il est également possible que cette différence dans l' adhésion cellulaire / affinité est pas directement en raison de l' expression, mais plutôt à la capacité de recevoir la signalisation Hh,. Les cellules antérieures, capables de transduction Hh, exprimeront des molécules adhésives données qui seraient différentes de celles présentes dans les cellules postérieures, créant une affinité différentielle qui les empêcherait de se mélanger. Ce modèle d'affinité de signalisation est soutenu par des expériences qui démontrent l'importance de la signalisation Hh. Les clones mutants pour la Smoothened (SMO), le gène responsable de la transduction de signalisation Hh, conservent antérieure en forme de traits, mais se déplacent dans le compartiment postérieur sans aucun changement dans l'expression engrailed ou invected. Cela démontre que la signalisation Hh, plutôt que l'absence de en, est ce qui donne aux cellules leur identité compartimentale,. Néanmoins, ce modèle d'affinité de signalisation est incomplet : les clones mutants smo d'origine antérieure qui migrent dans le compartiment postérieur, ne s'associent pas complètement à ces cellules, mais forment plutôt une frontière lisse avec ces cellules postérieures. Si l'affinité de signalisation était le seul facteur déterminant l'identité du compartiment, alors ces clones, qui ne reçoivent plus la signalisation Hh, auraient la même affinité que les autres cellules postérieures de ce compartiment et seraient capables de se mélanger avec elles. Ces expériences indiquent que bien que la signalisation Hh puisse avoir un effet sur les propriétés adhésives, cet effet est limité aux cellules frontières plutôt qu'à travers les deux compartiments. Il est également possible que les deux compartiments produisent les mêmes molécules d'adhésion cellulaire, mais une différence dans son abondance ou son activité pourrait entraîner un tri entre les deux compartiments. In vitro, les cellules transfectées avec des niveaux élevés d'une molécule d'adhésion donnée se sépareront des cellules qui expriment des niveaux plus faibles de cette même molécule. Enfin, les différences de tension des liaisons cellulaires pourraient également jouer un rôle dans l'établissement de la frontière et la séparation des deux populations cellulaires différentes. Des données expérimentales ont montré que la myosine-II est régulée à la hausse le long des limites dorsale-ventrale et antéro-postérieure dans le disque alaire imaginal,. La limite D/V est caractérisée par la présence d'actine filamenteuse et des mutations dans la chaîne lourde de la myosine-II altèrent la compartimentation D/V. De même, la F-actine et la Myosine-II sont augmentées le long de la frontière A/P, accompagnées d'une diminution de Bazooka, qui a également été observée dans la frontière D/V. L'inhibiteur de Rho-kinase Y-27632, dont la myosine-II est la cible principale, réduit significativement la tension de liaison cellulaire, suggérant que la myosine-II pourrait être le principal effecteur de ce processus. À l'appui du modèle d'affinité de signalisation, la création d'une interface artificielle entre les cellules avec une signalisation Hh active ou inactive induit un comportement jonctionnel qui aligne les liaisons cellulaires à l'endroit où ces types cellulaires opposés se rencontrent. De plus, une augmentation de 2,5 fois de la tension mécanique est observée le long de la limite A/P, par rapport au reste du tissu. Des simulations utilisant un modèle de sommet démontrent que cette augmentation de la tension de liaison cellulaire est suffisante pour maintenir des populations cellulaires en prolifération dans des limites de compartiments séparés. Les paramètres utilisés pour mesurer la tension de liaison cellulaire sont basés sur l'adhésion cellule-cellule et l'entrée de tension corticale. Il a également été suggéré que la formation de la frontière n'est pas le résultat d'une tension mécanique différentielle entre les deux populations de cellules, mais pourrait être le résultat des propriétés mécaniques de la frontière elle-même. Le niveau de la molécule d'adhésion, la E-cadhérine, était inchangé et les propriétés biophysiques des cellules entre les deux compartiments étaient les mêmes. Les modifications des propriétés cellulaires, telles qu'une zone de coupe transversale apicale agrandie, ne sont observées que dans les cellules des bordures antérieures et postérieures. Le long de la limite, l'orientation des divisions cellulaires était aléatoire et il n'y a aucune preuve qu'une mort cellulaire accrue ou des zones de cellules non proliférantes sont importantes pour maintenir la limite A/P ou D/V.

## Directions futures
Malgré de nombreuses tentatives pour identifier les molécules d'adhésion importantes pour l'établissement et le maintien des limites des compartiments, aucune n'a été identifiée,. La poursuite de notre compréhension de ce processus bénéficiera de données expérimentales supplémentaires sur les liaisons cellulaires et la tension corticale, ainsi que de criblages pour identifier les molécules régulant l'affinité cellulaire différentielle.